# 매탄공원
매탄공원(Maetan Park)는 대한민국의 경기도 수원시 영통구 매탄동에 위치한 공원이다.

## 시설
- 게이트볼장
- 축구장
- 족구장
- 농구장
- 테니스장
- 화장실
- 다목적체육관